# Diagram przepływu danych
Diagram przepływu danych (DPD lub z ang. DFD – Data Flow Diagram) – graficzna prezentacja przepływu danych w procesie.
DFD obrazuje za pomocą przepływów kierunek przepływu danych pomiędzy funkcjami, magazynami i obiektami zewnętrznymi. DFD mogą być prezentowane na różnych stopniach szczegółowości, mówimy o:
1. Diagramach kontekstowych, które pokazują granice systemu, źródła i odbiorców danych oraz główne wejścia i wyjścia systemu.
2. Diagramach systemowych (zerowych), które przedstawiają główne funkcje systemu.
3. Diagramach szczegółowych (procesów elementarnych), które pokazują szczegółowe realizacje funkcji systemowych.

## Komponenty DFD
Na proces DFD składają się następujące elementy:

### Funkcje (procesy)
Funkcja jest częścią systemu przekształcającą wejście w wyjście, realizującą określone cele. Symbolem funkcji jest koło, owal, prostokąt bądź prostokąt z zaokrąglonymi wierzchołkami (w zależności od typu notacji). Proces powinien być nazwany jednym słowem, bądź też krótkim zdaniem czy wyrażeniem, które w przejrzysty sposób odda jego istotę. Jeśli funkcji nie można rozbić na pod-funkcje, wówczas nosi ona nazwę elementarnej. 

### Magazyny danych
Magazyny danych to trwałe lub tymczasowe składnice danych, które są argumentami dla funkcji. Symbolem magazynu są dwie równoległe linie, pomiędzy którymi znajduje się lokalizacja, w której przechowywana jest pamięć. Nazwa magazynu danych jest rzeczownikiem w liczbie mnogiej i pochodzi od strumieni wejścia i wyjścia. Przepływ wychodzący z magazynu zazwyczaj reprezentuje odczyt danych, które są w nim przechowywane. Przepływ wchodzący zaś reprezentuje wprowadzenie lub modyfikację danych w magazynie (czasem także usunięcie danych).

### Terminatory
Terminator to zewnętrzna jednostka, która komunikuje się z systemem i pozostaje poza systemem. Mogą to być różnego rodzaju organizacje (np. banki), grupy ludzi (np. klienci), władze (np. urząd skarbowy) lub dział (np. HR) tej samej organizacji, który nie wchodzi do modelu systemu. Terminatorem może być także inny system, z którym modelowy system wchodzi w interakcje.

### Przepływy (przepływy danych)
Przepływy ukazują transfer danych (mogą to być np. bajty, znaki, pakiety) z jednej części systemu do innej. Symbolem przepływu jest strzałka. Przepływ powinien nosić nazwę określającą, która informacja jest przekazywana dalej – wyjątkiem są przepływy, w których informacja o przekazywanych jednostkach jest jednoznaczna. Przepływy powinny przekazywać tylko jeden typ informacji. Strzałka ukazuje kierunek przepływu, który wiąże funkcje, magazyny danych i terminatory. 

## Kroki DFD
Konstrukcję diagramu przepływu danych można opisać pięcioma następującymi krokami:
1. Narysuj prostokąt reprezentujący proces, który będziesz definiować w kolejnych krokach.
2. Zdefiniuj dane wchodzące do procesu (po lewej stronie procesu).
3. Zdefiniuj dane wychodzące w wyniku procesu (po prawej stronie procesu).
4. Ustal jakie pliki, formularze i inne komponenty są potrzebne do dokończenia przetwarzania procesu - najczęściej wykorzystywane są tu magazyny danych (informacje te powinny znajdować się nad lub pod procesem).
5. Ponumeruj i nazwij procesy (prostokąty) ze względu na to, jakie wyniki zwracają. 

## Wady DFD
Największą wadą diagramu przepływu danych jest fakt, że tworzenie go jest czasochłonne, w szczególności, gdy system wymaga występowania wielu poziomów. Poza tym DFD nie radzi sobie z modelowaniem zajść zależnych od czasu – diagramy zazwyczaj bazują na procesach ze ściśle określonym początkiem oraz końcem, co nie zawsze musi być prawdziwe dla wszystkich procesów.